# Leonid Stołowicz
Leonid Naumowicz Stołowicz (ros. Леони́д Нау́мович Столович, est. Leonid Stolovitš; ur. 22 maja 1929 w Leningradzie, zm. 4 listopada 2013 w Tartu) – estoński filozof rosyjskojęzyczny oraz historyk filozofii pochodzenia żydowskiego.

## Życiorys
W 1947 roku ukończył szkołę średnią w Leningradzie ze złotym medalem, po czym wstąpił na Wydział Filozoficzny Leningradzkiego Uniwersytetu Państwowego, gdzie ukończył studia w 1952 roku. Ponieważ na tej uczelni nie mógł uzyskać posady akademickiej z uwagi na panujący antysemityzm, wyjechał w 1953 roku do Estonii i został wykładowcą estetyki na Uniwersytecie w Tartu. Od 1956 roku pracował jako wykładowca Katedry filozofii tej uczelni, a w 1966 otrzymał tytuł profesora. Dysertację kandydacką pt. „Niektóre zagadnienia estetycznej natury sztuki” (ros. Некоторые вопросы эстетической природы искусства) obronił w 1955 roku, a w 1965 nadano mu stopień doktora nauk filozoficznych za rosprawę Problem piękna a ideał społeczny (ros. Проблема прекрасного и общественный идеал).

## Ważniejsze publikacje
Książki
- Kategoria piękna a ideał społeczny. Wrocław, 1982
- Historia filozofii rosyjskiej. Przekład i posłowie: Bogusław Żyłko. Gdańsk: słowo/obraz terytoria, 2008, seria: Podręcznik Humanisty. ISBN 978-83-7453-876-3. Brak numerów stron w książce